# 노다촌
노다촌(일본어: 野田村)은 일본 이와테현 구노헤군의 촌으로 태평양과 접한다.

## 인접한 자치체
- 구지시
- 시모헤이군 후다이촌, 이와이즈미정

## 인구
| 연도 | 인구  | ±%     |
| ---- | ----- | ------ |
| 1920 | 3,394 | —      |
| 1930 | 3,893 | +14.7% |
| 1940 | 4,301 | +10.5% |
| 1950 | 5,476 | +27.3% |
| 1960 | 5,935 | +8.4%  |
| 1970 | 5,863 | −1.2%  |
| 1980 | 5,304 | −9.5%  |
| 1990 | 5,285 | −0.4%  |
| 2000 | 5,195 | −1.7%  |
| 2010 | 4,632 | −10.8% |

## 교통

### 철도
- 산리쿠 철도 기타리아스선

### 도로
- 국도 45호선